# Laurence Wild
 (décembre 2014).
Si vous disposez d'ouvrages ou d'articles de référence ou si vous connaissez des sites web de qualité traitant du thème abordé ici, merci de compléter l'article en donnant les références utiles à sa vérifiabilité et en les liant à la section « Notes et références ».
Pour les articles homonymes, voir Wild.
Laurence Wild, né le 1er mai 1890 à Wilber (Nebraska) et décédé à Coronado (Californie) le 26 mai 1971, est un capitaine de la Marine américaine, un joueur et entraîneur de basketball universitaire, et le 30e gouverneur des Samoa américaines du 8 août 1940 au 5 juin 1942.

## Biographie
Laurence Wild naît à Wilber, Nebraska et vit dans le quatrième district congressionnel du Nebraska pendant la majeure partie de sa vie. Il est diplômé de l'Académie navale d'Annapolis en 1913.[réf. nécessaire]
Il joue pour l'équipe de basket des Midshipmen de la Navy, et est nommé dans l'équipe 1913 des NCAA Men's Basketball All-American,. De 1913 à 1914, il est l'entraîneur en chef de l'équipe, qui remporte l'ensemble des dix matchs de la saison.[réf. nécessaire]
Sous le grade de lieutenant commander, Laurence Wild sert comme agent de communications pour l'escadron de sous-marins n°11 (en). Le président des États-Unis Franklin Roosevelt le recommande au grade de capitaine en 1939.
Alors qu'il est capitaine, une structure politique plus complexe est instaurée dans les Samoa américaines. Cela advient lorsque le brigadier général Henry Louis Larsen du Corps des Marines des États-Unis devient gouverneur militaire et commandant de l'île de Tutuila. Bien que Larsen ait un rang supérieur et commande les militaires de l'île, Wild occupe le poste de direction et parvient à maintenir le contrôle de l'administration sur toutes les îles des Samoa américaines. Le 13 mars 1941, Wild ordonne la construction d'un aérodrome sur l'île principale .
Il décède le 26 mai 1971 à Coronado, en Californie.